# Ethisch naturalisme
Ethisch naturalisme is het meta-ethische standpunt dat ethiek terug te voeren is op natuurlijke feiten of eigenschappen en dat morele oordelen volgen uit observaties van de werkelijkheid. De methoden van morele rechtvaardiging zijn dus niet veel anders dan die van de wetenschap. Wat als morele waarden en verplichtingen wordt beschouwd, valt binnen het kader van een wetenschappelijk gefundeerde, naturalistische kijk op de wereld. Op die manier beschouwd is de ethiek eigenlijk geen op zichzelf staande discipline. 
Tegenstanders bepleiten dat morele concepten onherleidbaar zijn tot niet-morele concepten als bijvoorbeeld het gunstige of het aangename. Zo stelt het ethisch intuïtionisme dat morele inzichten sui generis zijn, dus geen gevolgtrekkingen uit natuurlijke feiten.